# Gujeg
Gujeg is een bestuurslaag in het regentschap Cirebon van de provincie West-Java, Indonesië. Gujeg telt 3500 inwoners (volkstelling 2010).